# Acosmetoptera
Acosmetoptera is een geslacht van vlinders van de familie van de spinners (Lasiocampidae). De wetenschappelijke naam van dit geslacht is voor het eerst voorgesteld door Yves de Lajonquière in een publicatie uit 1972. De soorten binnen dit geslacht zijn endemisch voor Madagaskar.

## Soorten
- A. apicimacula (Lajonquière, 1970)
- A. ecpluta Lajonquière, 1972
- A. nubenda Lajonquière, 1972
- A. phela Lajonquière, 1972
- A. raharizoninai (Lajonquière, 1970)
- A. sogai (Lajonquière, 1970)